# Sathyan Ramesh
Sathyan Ramesh (* 1968 in West-Berlin) ist ein deutscher Filmregisseur und Drehbuchautor und Autor von Theaterstücken.

## Leben
Sathyan Ramesh ist der Sohn eines Arztes und einer Krankenschwester. Er ist verheiratet und lebt seit 1970 in Köln. Während des Zivildiensts begann er mit dem Journalismus und schrieb u. a. für steadycam, RheinArt, Cinema. Einige Jahre war er Dozent bei der Kölner Schauspielschule ARTURO.
Seit 2002 schreibt er Drehbücher und Theaterstücke und führte bei zwei Projekten auch Regie.
Seine Filme und Theaterstücke erhielten mehrere Preise und Nominierungen:
Sein Regiedebüt „Schöne Frauen“  erhielt auf dem Internationalen Filmfest Emden den vom Publikum verliehenen Promotion-Förderpreis.
2005 Regiepreis Outfest Bilbao für „Schöne Frauen“
Publikumspreis Filmfest Emden für „Schöne Frauen“
2007 Publikumspreis „Lange Nacht der Autoren“ für „Die ganzen Wahrheiten“, Thalia Theater Hamburg
2008 Drehbuchpreis Filmfest Emden für „Letzter Moment“

## Filmografie

### Schauspieler
- 2006: Der Liebeswunsch

### Regie
- 2004: Schöne Frauen
- 2010: Letzter Moment

### Drehbuch
- 2002: Das Jahr der ersten Küsse
- 2004: Schöne Frauen
- 2004: Der weiße Afrikaner
- 2004: Mr. und Mrs. Right
- 2006: Alex FM
- 2006–2007: Türkisch für Anfänger
- 2007: Mütter Väter Kinder
- 2008: Eine Nacht im Grandhotel
- 2010: Letzter Moment
- 2011: Einsatz in Hamburg – Der Tote an der Elbe
- 2011: Zwei übern Berg
- 2012: Klinik am Alex
- 2013: Bella Dilemma – Drei sind einer zu viel
- 2013: Vier sind einer zuviel
- 2014: Göttliche Funken
- 2014: Die reichen Leichen. Ein Starnbergkrimi
- 2015: Inga Lindström: In deinem Leben
- 2015: Süßer September
- 2016: Matthiesens Töchter
- 2016: Tatort: Wofür es sich zu leben lohnt
- 2017: Kein Herz für Inder
- 2018: Da Leben von mir
- 2020: Werkstatthelden mit Herz
- 2021: Träume sind wie wilde Tiger
- 2021: Schlaflos in Portugal
- 2022: Süßer Rausch
- 2023: Endlich Witwer – Über alle Berge
- 2024: Endlich Witwer – Griechische Odyssee

### Hörspiel
- 2025: Lélé. Bearbeitung und Regie: Leonhard Koppelmann (HR)